# Breaking the Habit
Singles de Linkin Park
Lying from You
(2004) Numb/Encore
(2004)
Pistes de Meteora
Figure.09 From the Inside
Breaking the Habit est le sixième et dernier single tiré de l'album Meteora, du groupe de rock alternatif Linkin Park.
La chanson a été utilisée dans l'anime télévisé canadien, GoCards!: Légende des cartes comme chanson de générique.
D'après une interview de 2017, il s'agirait de la deuxième chanson préférée du chanteur Chester Bennignton.

## Clip vidéo
Le clip est réalisé par Nakazawa Kazuto, connu pour son travail sur Kill Bill et est co-réalisé par Joe Hahn.
Le clip est maintenant restreint sur Youtube pour les 16 ans et plus à cause du contenu sensible qu'il contient (référence au suicide et à l'automutilation).

## Interprétation de la chanson
La chanson traite de thèmes sombres, tels que la drogue, l'adultère, la dépression et le suicide. Le personnage incarné par le chanteur parle de souvenirs douloureux et de problèmes d'addiction que ses proches tentent de régler en le sevrant de force.
Le clip, quant à lui, est réalisé dans un style crayonné, typique de Nakazawa Kazuto, avec des plans rapides et parfois violents. Il amène, à travers le parcours d'un filet de fumée, dans différents endroits d'une ville inconnue pour nous rendre témoins de plusieurs drames individuels. Dans la dernière partie du clip, le groupe est représenté, interprétant le titre sur le toit d'un immeuble.